# ISO 80000
Nemzetközi Mennyiségrendszer (International System of Quantities). A Magyar Szabványügyi Testület fordításában: Mennyiségek és mértékegységek (ICS 01.060 jelzet alatt található).
A Nemzetközi Szabványügyi Szervezet (ISO) és a Nemzetközi Elektrotechnika Bizottság (IEC) társult kiadványa az ISO 80000 jelű szabvány. Funkciója egységesíteni a fizikai mennyiségek nevének és jelének írásmódját és használatát. Funkciója ugyanakkor az SI-mértékegységrendszer helyébe lépő új rendszer létrehozása, amelynek neve: Mennyiségek Nemzetközi Rendszere (ISQ). A tárgyban szereplő azonosítókat a tudományos és oktatási célú anyagokban, a matematikában és fizikában egyaránt használni kell.
E szabványokat 2009 november elsején kezdték kidolgozni, a szabvány első lapjának megfogalmazásával, amelynek bevezetője így hangzik: A mennyiségek rendszere, beleszámítva a közöttük fennálló összefüggéseket is, az SI-mértékegységrendszeren alapulnak, és neve: Mennyiségek Nemzetközi Rendszere, és jele bármely nyelven „ISQ”.

## Szabványlapok
| lap          | angol név                                                                        | magyar szabvány | a helyettesített szabvány jele                                                | régi magyar szabvány                                                          |
| ------------ | -------------------------------------------------------------------------------- | --- | ----------------------------------------------------------------------------- | ----------------------------------------------------------------------------- |
| ISO 80000-1  | General                                                                          | MSz EN ISO 80000-1:2013 Általános elvek (angol nyelven)                                                              | ISO 31-0, IEC 60027-1 és IEC 60027-3                                          | MSz 4900-13:1980 Névmutató MSz 4900-14 Jelmagyarázat                          |
| ISO 80000-2  | Mathematical signs and symbols to be used in the natural sciences and technology | MSz EN 80000-2:2012 A természettudományokban és a technikában használt matematikai jelek és jelképek (angol nyelven) | ISO 31-11, IEC 60027-1                                                        | MSz 4899-1:1984 Matematikai jelek és alkalmazásuk. Általánosan használt jelek |
| ISO 80000-3  | Space and time                                                                   | MSz EN 80000-3:2012 Tér és idő                                                                                       | ISO 31-1 és ISO 31-2                                                          | MSz 4900-1:1978 Általános előírások. Tér- és időmennyiségek                   |
| ISO 80000-4  | Mechanics                                                                        | MSz EN 80000-4:2012 Mechanika                                                                                        | ISO 31-3                                                                      | MSz 4900-3:1984 Mechanika                                                     |
| ISO 80000-5  | Thermodynamics                                                                   | MSz EN 80000-5:2012 Termodinamika                                                                                    | ISO 31-4                                                                      | MSz 4900-4:1979 Hőtan                                                         |
| IEC 80000-6  | Electromagnetism                                                                 | MSz EN 80000-6:2008 Elektromágnesség (angol nyelven)                                                                 | ISO 31-5, IEC 60027-1                                                         | MSz 4900-5:1978 Villamosságtan                                                |
| ISO 80000-7  | Light                                                                            | MSz EN 80000-7:2012 Fénytan (visszavonva)                                                                            | ISO 31-6                                                                      | MSz 4900-6:1979 Fénytan                                                       |
| ISO 80000-8  | Acoustics                                                                        | MSz EN ISO 80000-8:2007 Akusztika (angol nyelven)                                                                    | ISO 31-7                                                                      | MSz 4900-2:1983 Rezgések                                                      |
| ISO 80000-9  | Physical chemistry and molecular physics                                         | MSz EN 80000-9:2012 Fizikai kémia és molekuláris fizika                                                              | ISO 31-8                                                                      | MSz 4900-8:1979 Fizikai kémia és nukleáris fizika                             |
| ISO 80000-10 | Atomic and nuclear physics                                                       | MSz EN 80000-10:2012 Atom- és magfizika (angol nyelven)                                                              | ISO 31-9 és ISO 31-10                                                         | MSz 4900-10:1979 Magreakció és ionizáló sugárzások                            |
| ISO 80000-11 | Characteristic numbers                                                           | MSz EN 80000-11:2012 Jellegzetes számok (angol nyelven)                                                              | ISO 31-12                                                                     | MSz 4900-11:1980 Dimenzió nélküli paraméterek                                 |
| ISO 80000-12 | Solid state physics                                                              | MSz EN 80000-12:2012 Szilárdtestfizika (angol nyelven)                                                               | ISO 31-13                                                                     | MSz 4900-12:1980 Szilárdtestfizika                                            |
| IEC 80000-13 | Information science and technology                                               | MSz EN 80000-13:2009 Információtechnika- és tudomány (angol nyelven)                                                 | kiegészítések a IEC 60027-2:2005, illetve IEC 60027-3 3.8 és 3.9 fejezetekhez |                                                                               |
| IEC 80000-14 | Telebiometrics related to human physiology                                       | MSz EN 80000-14:2009 A humán fiziológiához tartozó telebiometria (angol nyelven)                                     | IEC 60027-7                                                                   |                                                                               |

A Magyar Szabványügyi Testület 2011 év közepéig csak négy szabványlapot honosított, de nem készítette el magyar nyelvű változatát. További szabványok honosítását végezték el 2012-ben és 2013-ban, mindet angol nyelven; ezek közül is a „Fénytan” szabványlapot visszavonták (az MSZ 9620:1990; a Nemzetközi Világítástechnikai Szótárral való egyeztetés érdekében).

## IEC TC 25
Anders J. Thor, az IEC TC 25 (Technical Committee) elnöke szavai szerint nincs többé nyelvi akadály, ha az alábbi ábécéket használjuk:
- matematikai jelek
- az SI
- a kémiai elemek jele
- a hangjegyek

## Bináris prefixumok
Az IEC 60027 szabványnak 1999-ben létrehozott kiegészítése hamarosan nagy nyilvánosságot kapott, hiszen megszüntette a számítástechnikában mindaddig létező bizonytalanságot, hogy egy kilobit vajon 1000, vagy 1024 bit-e. Ennek értelmében hozták létre a bináris prefixumok rendszerét. Az összehangolt IEC 80000-13:2008 (3.8 és 3.9 fejezetek), valamint az IEC 60027-2:2005 megoldotta ezt a problémát.